# Darren Hayes

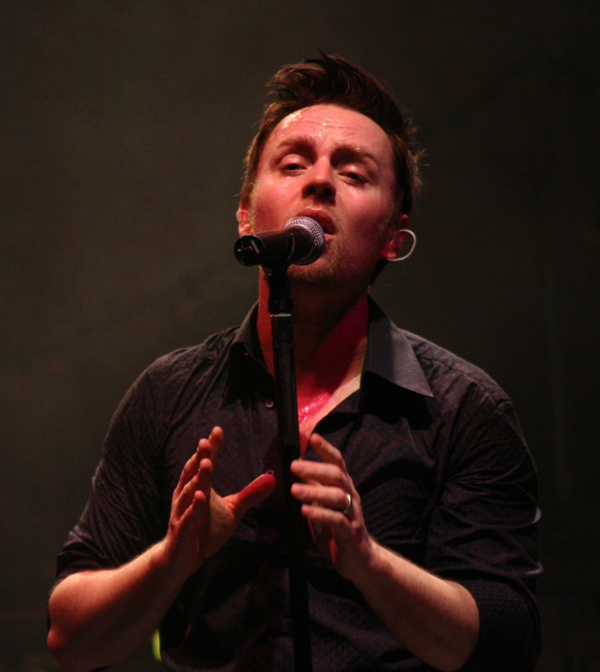
Darren Hayes (2006)

Darren Stanley Hayes (* 8. Mai 1972 in Brisbane) ist ein australischer Popsänger. Bekannt wurde er als Sänger des Duos Savage Garden.

## Karriere
Darren Hayes ist als Frontmann und Sänger des australischen Pop-Duos Savage Garden bekannt geworden, welche den Rekord als „Best Selling Australian Act Ever“ haben. Damals hatte er weltweit Hits mit Singles wie To the Moon & Back, I Knew I Loved You, Truly Madly Deeply und Affirmation (welches er bei den Olympischen Spielen 2000 in Sydney neben seinem Kollegen Daniel Jones vortrug).
Im Herbst 2001 wurde das Ende der Band ausgerufen. Kurze Zeit später fing Hayes mit seinem Debütalbum Spin eine Solokarriere an. Die ersten beiden von insgesamt vier Singleauskopplungen, Insatiable und Strange Relationship, waren die erfolgreichsten Lieder daraus.
Darren Hayes beschreibt sein erstes Album als eine Mischung aus R&B, Pop und Soul und nennt als seine musikalischen Vorbilder Größen wie Marvin Gaye und Michael Jackson.
Im September 2004 erschien sein zweites Soloalbum „The Tension and the Spark“. Seine erste Single daraus, „Pop!ular“ ist ein elektronischer Up-Beat-Song, der die Musikindustrie auf die Schippe nimmt. Die zweite Single „Darkness“ dagegen ist eine melancholische Ballade. Da „The Tension and the Spark“, auch mangels Promo von Seiten der Plattenfirma, floppte, wurden keine weiteren Singles daraus mehr veröffentlicht. 2006 kündigte Hayes an, sich von seiner Plattenfirma zu trennen und künftige Veröffentlichungen unter eigenem Label zu machen.
Die erste Single des dritten Soloalbums „On the Verge of Something Wonderful“ wurde im Juli 2007 veröffentlicht. Am 20. August 2007 folgte (zunächst nur in Großbritannien und Australien) das Album mit dem Titel „This Delicate Thing We’ve Made“, welches in den berühmten Mayfair Studios im Norden Londons aufgenommen wurde. Produziert hat Hayes es mit der Hilfe von u. a. Justin Shave und Robert Conley. Ein weiterer bekannter Name taucht in der Produktion mit auf: Guy Chambers. Darren Hayes schrieb den Song „Who Would Have Thought“ gemeinsam mit ihm.
Hayes inspiriertes und an die 1980er angelehntes Retropop-Album wurde mit Hilfe des Fairlight Synthesizer produziert, welcher u. a. von Peter Gabriel verwendet wurde. Im Herbst 2007 war Darren Hayes live mit seinem Album auf der „The Time Machine-Tour“ unterwegs. Zunächst brachte ihn die Tour durch seine neue Heimat Großbritannien unter anderem in die prestigeträchtige „Royal Albert Hall“ in London, später nach Australien.
2008 vollendete Hayes schließlich das Werk mit „This Delicate Film We’ve Made“, einer Sammlung animierter Videos ausgesuchter Tracks des Albums „This Delicate Thing We’ve Made“. Der Sänger arbeitete hier unter anderen mit Richard Cullen (Pixelfing) und Damien Hale zusammen.
Am 24. Juni 2011 erschien die erste Auskopplung des Albums „Talk Talk Talk“. Unter Sony / Universal wurde schließlich im Oktober das Album „Secret Codes and Battleships“ veröffentlicht.

## Privates
Am 19. Juni 2006 heiratete er in London seinen Freund Richard Cullen.
Die beiden waren damals seit zwei Jahren ein Paar, aber erst durch die Ankündigung der Hochzeit bekannte sich Hayes öffentlich zu seiner Homosexualität.

## Diskografie

### Studioalben
| Jahr | Titel                          | Höchstplatzierung, Gesamtwochen, AuszeichnungChartplatzierungen (Jahr, Titel, Platzierungen, Wochen, Auszeichnungen, Anmerkungen) | Höchstplatzierung, Gesamtwochen, AuszeichnungChartplatzierungen (Jahr, Titel, Platzierungen, Wochen, Auszeichnungen, Anmerkungen) | Höchstplatzierung, Gesamtwochen, AuszeichnungChartplatzierungen (Jahr, Titel, Platzierungen, Wochen, Auszeichnungen, Anmerkungen) | Höchstplatzierung, Gesamtwochen, AuszeichnungChartplatzierungen (Jahr, Titel, Platzierungen, Wochen, Auszeichnungen, Anmerkungen) | Höchstplatzierung, Gesamtwochen, AuszeichnungChartplatzierungen (Jahr, Titel, Platzierungen, Wochen, Auszeichnungen, Anmerkungen) | Anmerkungen                                         |
| Jahr | Titel                          | DE | CH | UK | US | AU | Anmerkungen                                         |
| ---- | ------------------------------ | --- | --- | --- | --- | --- | --------------------------------------------------- |
| 2002 | Spin                           | DE47 (3 Wo.)DE | CH39 (7 Wo.)CH | UK2 Platin · (32 Wo.)UK | US35 (4 Wo.)US | AU3 Platin · (16 Wo.)AU | Erstveröffentlichung: 18. März 2002                 |
| 2004 | The Tension and the Spark      | — | — | UK13 (2 Wo.)UK | — | AU8 Gold · (4 Wo.)AU | Erstveröffentlichung: 13. September 2004            |
| 2007 | This Delicate Thing We’ve Made | — | — | UK14 (3 Wo.)UK | — | AU19 (2 Wo.)AU | Erstveröffentlichung: 20. August 2007               |
| 2009 | We Are Smug                    | — | — | — | — | — | Erstveröffentlichung: 8. Mai 2009 mit Robert Conley |
| 2011 | Secret Codes and Battleships   | — | — | UK29 (2 Wo.)UK | — | AU10 (2 Wo.)AU | Erstveröffentlichung: 17. Oktober 2011              |
| 2022 | Homosexual                     | — | — | UK82 (1 Wo.)UK | — | — | Erstveröffentlichung: 7. Oktober 2022               |

### Singles
| Jahr | Titel Album                                                        | Höchstplatzierung, Gesamtwochen, AuszeichnungChartplatzierungen (Jahr, Titel, Album, Platzierungen, Wochen, Auszeichnungen, Anmerkungen) | Höchstplatzierung, Gesamtwochen, AuszeichnungChartplatzierungen (Jahr, Titel, Album, Platzierungen, Wochen, Auszeichnungen, Anmerkungen) | Höchstplatzierung, Gesamtwochen, AuszeichnungChartplatzierungen (Jahr, Titel, Album, Platzierungen, Wochen, Auszeichnungen, Anmerkungen) | Höchstplatzierung, Gesamtwochen, AuszeichnungChartplatzierungen (Jahr, Titel, Album, Platzierungen, Wochen, Auszeichnungen, Anmerkungen) | Höchstplatzierung, Gesamtwochen, AuszeichnungChartplatzierungen (Jahr, Titel, Album, Platzierungen, Wochen, Auszeichnungen, Anmerkungen) | Anmerkungen                             |
| Jahr | Titel Album                                                        | DE | CH | UK | US | AU | Anmerkungen                             |
| ---- | ------------------------------------------------------------------ | --- | --- | --- | --- | --- | --------------------------------------- |
| 2002 | Insatiable Spin                                                    | DE49 (9 Wo.)DE | CH55 (8 Wo.)CH | UK8 Silber · (19 Wo.)UK | US77 (7 Wo.)US | AU3 Gold · (19 Wo.)AU | Erstveröffentlichung: 18. Januar 2002   |
| 2002 | Strange Relationship Spin                                          | — | — | UK15 (8 Wo.)UK | — | AU16 (4 Wo.)AU | Erstveröffentlichung: 27. Juni 2002     |
| 2002 | I Miss You Spin                                                    | — | — | UK20 (7 Wo.)UK | — | AU25 (3 Wo.)AU | Erstveröffentlichung: 4. November 2002  |
| 2003 | Crush Spin                                                         | — | — | UK19 (5 Wo.)UK | — | AU19 (7 Wo.)AU | Erstveröffentlichung: 13. Januar 2003   |
| 2004 | Pop!ular The Tension and the Spark                                 | — | — | UK12 (6 Wo.)UK | — | AU3 Gold · (13 Wo.)AU | Erstveröffentlichung: 12. Juli 2004     |
| 2004 | Darkness The Tension and the Spark                                 | — | — | — | — | AU40 (2 Wo.)AU | Erstveröffentlichung: 29. November 2004 |
| 2005 | So Beautiful Truly Madly Completely: The Best of                   | — | — | UK15 (4 Wo.)UK | — | AU7 (7 Wo.)AU | Erstveröffentlichung: 31. Oktober 2005  |
| 2007 | On the Verge of Something Wonderful This Delicate Thing We’ve Made | — | — | UK20 (2 Wo.)UK | — | AU35 (4 Wo.)AU | Erstveröffentlichung: 28. Juli 2007     |
| 2007 | Me, Myself and (I) This Delicate Thing We’ve Made                  | — | — | UK59 (1 Wo.)UK | — | — | Erstveröffentlichung: 10. November 2007 |

Weitere Singles
- 2007: Step Into the Light
- 2007: Who Would Have Thought
- 2008: Casey
- 2011: Talk Talk Talk
- 2011: Black Out the Sun
- 2012: Bloodstained Heart
- 2012: Stupid Mistake
- 2022: Let's Try Being in Love
- 2022: Do You Remember?
- 2023: Feels Like It's Over

### Videoalben
| Jahr | Titel                            | Anmerkungen                           |
| ---- | -------------------------------- | ------------------------------------- |
| 2006 | Too Close for Comfort Tour Film  | Erstveröffentlichung: 13. Januar 2006 |
| 2006 | A Big Night in with Darren Hayes | Erstveröffentlichung: 13. August 2006 |
| 2008 | The Time Machine World Tour      | Erstveröffentlichung: 21. Juli 2008   |
| 2009 | This Delicate Film We’ve Made    | Erstveröffentlichung: 2. Februar 2009 |